# Gundecha Brothers
Umakant Gundecha y Ramakant Gundecha, conocidos también como los Hermanos Gundecha. Es un grupo musical de la India, ambos hermanos son cantantes e intérpretes. Juntos han sido galardonados para el premio "Padmashree" en 2012, en el campo del Arte - Música Clásica de la India, "Madhya Pradesh".

## Biografía
Los hermanos Gundecha nacieron en Ujjain, de una familia jainista.
Estudiaron en la Escuela de Música local de Madhav. Umakant tiene un título de postgrado en música y economía y Ramakant en música y comercio.
Ambos se trasladaron a Bhopal en 1981, tuvieron una formación educacional junto al maestro, Zia Fariddudin Dagar Zia y su hermano Mohiuddin Dagar. Estos gurús, formaban un dúo musical conocidos como los Hermanos Dagar (Nasir Moinuddin y Aminuddin Nasir) y luego como en segunda generación de hermanos Dagar (Nasir Zahiruddin y Faiyazuddin Nasir).

## Carrera
Después de prepararse durante cuatro años, se presentaron ante un público por primera vez en mayo de 1985, en un festival de baile de Uttaradhikar y un festival de música en Bhopal.
Umakant Ramakant demostró su talento con su prestigiosa voz, aunque con algunas notas vocales más bajas. Ellos han trabajado para ampliar un repertorio con la incorporación de textos como el dhrupad, obras escritas por los poetas hindis tales como Tulsidas, Padmakar y Nirala.
Además han fundado un instituto llamado "Dhrupad" en Bhopal, donde se enseña a los estudiantes de todo el mundo música clásica tradicional de la India. Probablemente para prepararlos como cantantes profesionales.
Su escuela de música, enseña la música tradicional conocido como Dhrupad, de acuerdo a las recomendaciones del gurú, estilo shishya, una enseñanza que prevalecía en la India sobre las obras artísticas ancestrales.
Los hermanos Gundecha han llegado a ser considerados, como una tercera fuerza a la par de los hermanos Dagars.

## Discografía
Rhythm House(MCs):
- Vol. 1, Raag- Bhimpalasi, Gurjari Todi, Malkauns
- Vol. 2, Raag- Bihag, Madhumad Sarang, Sohni

Music Today (MCs and CDs)
- Bhaktimala / Rama - Vol. 1
- Bhaktimala/ Shiva - Vol. 1
- Bhaktimala/ Hanumana - Vol. 2
- Bhaktimala/ Ganesh - Vol. 1
- Young Masters - Vol. 1
- Raga - Shyam Kalyan and Jaijaiwanti

HMV (MCs and CDs)
Naad Sugandh
- Vol. 1, Raga - Bhupali, Puriya Dhanashri, Shankara
- Vol. 2, Raga- Jounpuri, Megh, Komal Rishabh Asawari

Raga – Bihag , Night Melody- Raga
IPPNW – CONCERTS , Germany –1995
- Raga- Darbari, Audio Rec - UK -1998

- Navras- UK (CD) - Raag- Yaman and Charukeshi

- Isha Music - Durga Kavach

- Raga- Komal Rishabh Asawari – Dhrupad Vocal, Sundaram Records- 2003

- DARSHAN

Raga - Komal Rishabh Asawari
Sense world Music, UK - 2003
- Raga- Bhairava – Dhrupad Vocal, Sundaram Records- 2003

- Dhrupad- Live of 19th Tokyo Summer Festival
- Arion Edo Foundation and Intoxicate Records
- DVD – Raga- Miyan Malhar, Megh, Shivaranjani,
- Malkouns, Adana

- Manthan- Lecture Demonstration on Dhrupad
- SPIC MACAY COMMUNICATIONS-2005

- Raga- Miyan Malhar– Dhrupad Vocal
- Raga Bageshri
- Raga Bilaskhani Todi
- Sundaram Records- 2004